# میهمانی ادامه دارد
میهمانی ادامه دارد (اسپانیایی: La fiesta sigue On‎) یک فیلم درام اسپانیایی به کارگردانی انریکه گومس است که در سال ۱۹۴۸ منتشر شد.

## بازیگران
- رافائل باردم
- خوزه ایسبرت
- ماریا ایسبرت
- تونی لوبلان
- خوزه ماریا پرادا
- رافائل رومرو مارچنت
- رافائل آلبائیسین
- کارلوس کاساراویا